# Список об'єктів Світової спадщини ЮНЕСКО в Нігерії
Список об'єктів Світової спадщини ЮНЕСКО у Нігерії станом на 2015 рік налічує 2 об'єкти, обидва культурного типу. Це становить приблизно 0,2 % загальної кількості об'єктів Світової спадщини у світі (1031 у 2015 році).
Нігерія ратифікувала Конвенцію ЮНЕСКО про охорону всесвітньої культурної і природної спадщини 23 жовтня 1974 року. Першу пам'ятку, культурний ландшафт Сукур, було внесено до переліку 1999 року, на 23-й сесії Комітету Світової спадщини ЮНЕСКО. Другу, Священний гай Осун-Осогбо — 2005 року, на 29-й сесії. Кандидатами є ще 12 об'єктів, їх внесено до так званого Попереднього списку.

## Список об'єктів
У списку подано перелік об'єктів Світової спадщини ЮНЕСКО у Нігерії в хронологічному порядку відповідно їх додавання до списку.
Кольорами позначено:
| № | Зображення | Назва                                         | Розташування      | Час створення | Рік внесення до списку | №                                                   | Критерії    |
| - | ---------- | --------------------------------------------- | ----------------- | ------------- | ---------------------- | --------------------------------------------------- | ----------- |
| 1 |            | Культурний ландшафт Сукур (англ. Sukur)       | Штат Адамава      | XVI століття  | 1999                   | 938 [Архівовано 24 грудня 2018 у Wayback Machine.]  | iii, v, vi  |
| 2 |            | Священний гай Осун-Осогбо (англ. Osun-Osogbo) | Осогбо, штат Осун | XVII століття | 2005                   | 1118 [Архівовано 24 грудня 2018 у Wayback Machine.] | ii, iii, vi |

## Розташування об'єктів
| Сукур Осун-Осогбоclass=notpageimage\| Об'єкти Світової спадщини ЮНЕСКО на мапі Нігерії |

## Список кандидатів
Попередній список Нігерії з важливих культурних і природних об'єктів, що запропоновано включити до Списку всесвітньої спадщини, станом на 2013 рік налічує 12 об'єктів. Кандидати розміщені в хронологічному порядку відповідно їх реєстрації.
Кольорами позначено:
| №  | Зображення | Назва | Розташування                               | Час створення          | Рік внесення до списку | №                                                   | Критерії         |
| -- | ---------- | --- | ------------------------------------------ | ---------------------- | ---------------------- | --------------------------------------------------- | ---------------- |
| 1  |            | Стіни Беніну та Ередо Сангбо (англ. Walls of Benin) (англ. Sungbo's Eredo)                                       | Бенін-Сіті, штат Едо Іджебу-Оде, штат Огун | VIII століття 800–1000 | 1995                   | 488 [Архівовано 4 серпня 2014 у Wayback Machine.]   | ii, iii, iv, v   |
| 2  |            | Олд Ойо (англ. Old Oyo)                                                                                          | Штат Огун                                  | 1837                   | 1995                   | 489 [Архівовано 4 серпня 2014 у Wayback Machine.]   | ii, v            |
| 3  |            | Квіамбана та/або Нінгі (англ. Kwiambana) (англ. Ningi)                                                           | Штат Кадуна Штат Баучі                     | —                      | 1995                   | 492 [Архівовано 4 серпня 2014 у Wayback Machine.]   | ii, iii, iv      |
| 4  |            | Пагорби Обан / Коруп (англ. Oban Hills) (англ. Korup)                                                            | Штат Крос-Ривер                            | —                      | 1995                   | 493 [Архівовано 4 серпня 2014 у Wayback Machine.]   | viii, ix, x      |
| 5  |            | Мангрові ліси дельти Нігеру (англ. Niger Delta Mangroves)                                                        | Штат Риверс                                | —                      | 1995                   | 494 [Архівовано 29 квітня 2014 у Wayback Machine.]  |                  |
| 6  |            | Національний парк Гашакі-Гумпті (англ. Gashaki-Gumpti National Park)                                             | Штат Адамава                               | —                      | 1995                   | 495 [Архівовано 4 серпня 2014 у Wayback Machine.]   | vii, x           |
| 7  |            | Пагорб Іданре (англ. Idanre Hill)                                                                                | Штат Ондо                                  | —                      | 2007                   | 5169 [Архівовано 4 серпня 2014 у Wayback Machine.]  | ii, iii, v       |
| 8  |            | Печерний храмовий комплекс Арочукву Лонг Джуджу Слейв Рут (англ. Arochukwu Long Juju Slave Rute)                 | Штат Абія                                  | —                      | 2007                   | 5170 [Архівовано 2 серпня 2014 у Wayback Machine.]  | iii, vi          |
| 9  |            | Старовинні міські мури Кано (англ. Ancient Kano City Walls and Asociated Sties)                                  | Кано, штат Кано                            | 1095–1134              | 2007                   | 5171 [Архівовано 4 серпня 2014 у Wayback Machine.]  | iii, v, vi       |
| 10 |            | Культурний ландшафт Сурейм (англ. Surame Cultural Landscape)                                                     | Штат Сокото                                | XV-XVI століття        | 2007                   | 5172 [Архівовано 4 серпня 2014 у Wayback Machine.]  | i, vii           |
| 11 |            | Кам'яні моноліти Алок Айком (англ. Alok Ikom Stone Monoliths)                                                    | Штат Крос-Ривер                            | 200–1850               | 2007                   | 5173 [Архівовано 4 серпня 2014 у Wayback Machine.]  | i, iii           |
| 12 |            | Печери Огбунайк (англ. Ogbunike Caves)                                                                           | Штат Анамбра                               | —                      | 2007                   | 5174 [Архівовано 15 квітня 2014 у Wayback Machine.] | vi, vii          |
| 13 |            | Культурний ландшафт озера Чад (англ. Lake Chad Cultural Landscape)                                               | Штат Борно Штат Йобе                       | —                      | 2018                   | 6360 [Архівовано 20 січня 2022 у Wayback Machine.]  | ii, iii, vii, ix |
| 14 |            | Національні парки Крос-Ривер — Коруп — Такаманда (англ. Cross River – Korup – Takamanda (CRIKOT) National Parks) | Штат Крос-Ривер                            | —                      | 2020                   | 6204 [Архівовано 20 січня 2022 у Wayback Machine.]  | ix, x            |

## Розташування кандидатів
| Стіни Беніну Ередо Сангбо Олд Ойо Квіамбана Нінгі Пагорби Обан Мангрові ліси Гашакі-Гумпті Іданре Арочукву Кано Сурейм Алок Айком Огбунайк Озеро Чад Крос-Ривер-Коруп-Такамандаclass=notpageimage\| Кандидати на включення до списку об'єктів Світової спадщини ЮНЕСКО на мапі Нігерії |